# Säter (comuna)
Säter (em sueco: Säters kommun) é uma comuna da Suécia localizada no condado de Dalecárlia. Sua capital é a cidade de Säter. Possui 570 quilômetros quadrados e segundo censo de 2018, havia 11 123 habitantes.